# Condado de Nuckolls
O Condado de Nuckolls é um dos 93 condados do estado norte-americano de Nebraska. A sede do condado é Nelson, e a sua maior cidade é Superior. O condado tem uma área de 1492 km² (dos quais 3 km² estão cobertos por água), uma população de 5057 habitantes, e uma densidade populacional de 3 hab/km² (segundo o censo nacional de 2000). Foi fundado em 1860 e recebeu o seu nome em homenagem a Lafayette Nuckolls, membro do primeiro parlamento do Nebraska e seu irmão Stephen Nuckolls, colonizador pioneiro do Nebraska, empresário e banqueiro.